# Christopher Weeramantry

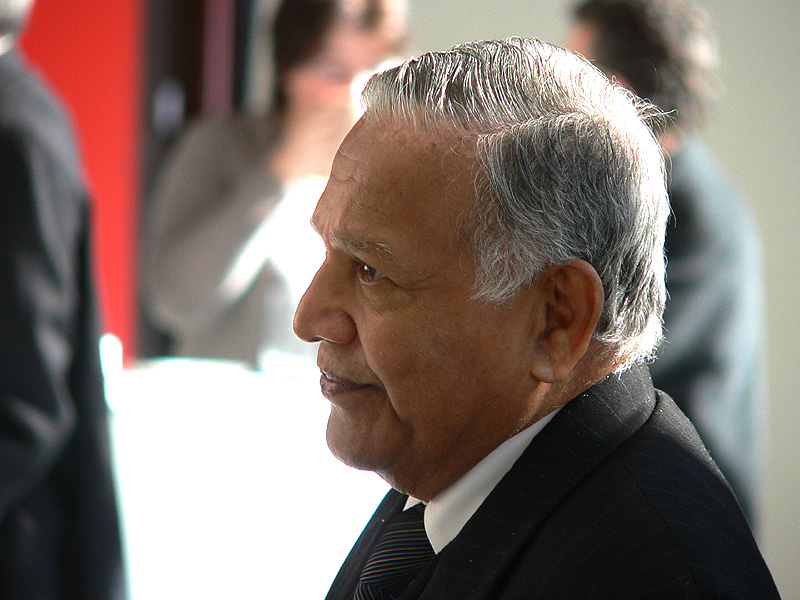
Christopher Weeramantry (2007)

Christopher Gregory Weeramantry, Sri Lankabhimanya, (* 17. November 1926 in Colombo; † 5. Januar 2017) war ein sri-lankischer Jurist. Von 1991 bis 2000 war er Richter am Internationalen Gerichtshof in Den Haag und von 1997 bis 2000 dessen Vizepräsident.

## Leben
Weeramantry besuchte von 1937 bis 1943 das Royal College in Colombo. Anschließend studierte er Rechtswissenschaften in Colombo und an der University of London, wo er einen Bachelor of Arts und einen Bachelor of Laws erwarb und sein Studium mit dem LL.D. abschloss. Daraufhin war er von 1948 bis 1965 als Rechtsanwalt am Obersten Gerichtshof von Sri Lanka tätig, an dem er von 1965 bis 1967 den Posten eines Commissioner of Assize bekleidete und 1967 zum Richter ernannt wurde. 
1972 verließ Weeramantry Sri Lanka und nahm eine Stelle als Professor für Rechtswissenschaften an der Monash University in Melbourne an. Er war dort bis 1991 tätig und lehrte nebenher als Gastdozent an zahlreichen Universitäten weltweit, so unter anderem in Tokio (1978), in Stellenbosch (1979), in Florida (1984) und in Hongkong (1989). 
Weeramantry setzte sich als Schiedsrichter für die Lösung zahlreicher nationaler und internationaler Konflikte ein. So war er von 1987 bis 1988 Vorsitzender des von der Regierung Naurus einberufenen Untersuchungsausschusses zur Aufklärung der internationalen Ausbeutung der dortigen Phosphatvorkommen. Er war Mitglied der American Association of Arbitrators und Schiedsrichter am International Centre for Settlement of Investment Disputes (ICSID) in Washington, D.C.
Von 1991 bis 2000 war er Richter am Internationalen Gerichtshof und fungierte ab 1997 als dessen Vizepräsident. Er erlangte internationale Bekanntheit mit seiner Dissenting Opinion im Fall Legality of the Threat or Use of Nuclear Weapons (1995), in der er ausführlichst begründete, weshalb der Gebrauch von Nuklearwaffen gegen das Völkerrecht verstoße. Später war er von 2000 bis 2002 Ad-hoc-Richter für Malaysia im Fall Sovereignty over Pulau Ligitan and Pulau Sipadan. 
Der Kampf gegen Atomwaffen war ein besonderes Anliegen Weeramantrys. Bereits 1987 hatte er hierzu das Buch Nuclear Weapons and Scientific Responsibility veröffentlicht. Zudem wirkte er als Präsident der International Association of Lawyers against Nuclear Arms (IALANA). 2001 gründete er in Sri Lanka das Weeramantry International Centre for Peace, Education and Research (WICPER), mit dem er sich für die Förderung der interkulturellen Verständigung einsetzte. Zudem war er Ratsmitglied im World Future Council.

## Auszeichnungen
Weeramantry wurde im Laufe seiner Karriere mehrfach für seine Verdienste um das Völkerrecht und die Friedensförderung ausgezeichnet. So hatte er 1993 den Mohamed Sahabdeen Award für internationale Verständigung in der SAARC-Region erhalten und wurde 2006 mit dem UNESCO-Preis für Friedenserziehung für sein Lebenswerk zugunsten einer Kultur des Friedens ausgezeichnet. Für seine wegweisende Arbeit zur Durchsetzung und Stärkung des Völkerrechts erhielt er 2007 den oft als „Alternativen Nobelpreis“ bezeichneten Right Livelihood Award. Im selben Jahr erhielt er zudem von Präsident Mahinda Rajapaksa den Sri Lankabhimanya, die höchste nationale Auszeichnung Sri Lankas. Am 12. April 2008 verlieh ihm die Nuclear Age Peace Foundation den Lifetime Achievement Award für sein Lebenswerk.
Ihm wurde die Ehrendoktorwürde der University of Colombo, der Monash University, der National Law School of India und der University of London verliehen. Er ist Honorary Member des Order of Australia, Träger des Sri Lankeeya Abhimanya Award für herausragende Dienste für Recht und juristische Ausbildung in Sri Lanka (2003) und wurde im April 2005 von der Alliance for Nuclear Accountability mit dem Certificate of Honour for visionary and compelling argument for illegality of nuclear weapons ausgezeichnet.

## Werke (Auswahl)
- The law in crisis: Bridges of understanding. Capemoss, London 1975, ISBN 0-905048-00-8.
- Apartheid: the closing phases?. Lantana, Melbourne 1980, ISBN 0-908265-02-6.
- Nauru: environmental damage under international trusteeship. Oxford Univ. Pr., Melbourne 1992, ISBN 0-19-553289-9.
- Nuclear Weapons and Scientific Responsibility. Vishva Lekha, Sri Lanka 1999, ISBN 90-411-1289-8.
- The Lord's Prayer: bridge to a better world. Ligouri Publications 1998, ISBN 0-7648-0181-3.
- Universalising international law. Nijhoff, Leiden 2004, ISBN 90-04-13838-2.